# Adolfo (Film)
Adolfo ist ein US-amerikanisch-mexikanischer Jugendfilm unter der Regie von Sofía Auza aus dem Jahr 2023. Der Film feierte am 18. Februar 2023 auf der Berlinale seine Weltpremiere in der Sektion Generation.

## Handlung
Eines Nachts begegnen sich Momo, Hugo und sein Kaktus Adolfo. Auf magische Weise nimmt das Leben der drei Figuren dadurch eine andere Wendung und sie lernen, sich auf die Schönheit des Unerwarteten einzulassen.

## Produktion

### Filmstab
Regie führte Sofía Auza, Adolfo ist ihr Spielfilmdebüt. Auch das Drehbuch stammt von Auza. Die Kameraführung lag in den Händen von Leo Calzoni, die Musik komponierten Gus Reyes und Andrés Sánchez, für den Filmschnitt war Jorge Macaya verantwortlich.
In der Rolle des Hugo ist  der mexikanische Musiker, Schauspieler und Tänzer Juan Daniel García Treviño zu sehen, als Momo Rocío de la Mañana.

### Produktion und Förderungen
Produziert wurde der Film von Silvana Aguirre, Alejandro Duran und Camila Jiménez Villa.

### Dreharbeiten und Veröffentlichung
Der Film feierte am 18. Februar 2023 auf der Berlinale seine Weltpremiere in der Sektion Generation.

## Auszeichnungen und Nominierungen
- 2023: Internationale Filmfestspiele Berlin

Seattle International Film Festival 2023
- Nominierung im Ibero American Competition[3]